# Jackson Barreto
Jackson Barreto de Lima (Santa Rosa de Lima, 6 de maio de 1944) é um advogado e político brasileiro filiado ao Movimento Democrático Brasileiro (MDB). Foi prefeito de Aracaju em duas ocasiões, deputado federal por quatro mandatos e, em 2010, foi eleito vice-governador do estado. Após a morte do governador Marcelo Déda, em 2 de dezembro de 2013, assumiu o governo do estado de Sergipe, tendo sido reeleito para um novo mandato no quadriênio 2015-2019. No dia 6 de abril de 2018, porém, renunciou ao governo do estado para se candidatar ao senado nas eleições de 2018.

## Biografia
Filho de Etelvino Alves de Lima e de Neuzice Barreto de Lima, Jackson Barreto é natural de Santa Rosa de Lima, em Sergipe, mas mudou-se ainda jovem para o município de Aracaju, onde passou grande parte de sua infância e adolescência. Durante a mocidade, trabalhou como carteiro na Empresa Brasileira de Correios e Telégrafos (ECT) e também como técnico da Receita Federal.
Membro do Partido Comunista Brasileiro (PCB) desde agosto de 1967, mesmo ano em que iniciou sua graduação em Ciências jurídicas e sociais pela Universidade Federal de Sergipe (UFS), foi líder estudantil, vice-presidente e presidente do diretório acadêmico Sílvio Romero, da Faculdade de Direito da sua universidade. Ainda antes de concluir a graduação, foi preso por 14 dias durante as eleições municipais de 1970 ao lado de dezenas de estudantes e operários, acusado de subversão.

## Trajetória política
Jackson Barreto iniciou sua trajetória política em 1970, quando assumiu a presidência da juventude do Movimento Democrático Brasileiro (MDB) em Aracaju, mesma cidade em que foi eleito vereador nas eleições de 1972. Empossado em fevereiro de 1973, elegeu-se deputado estadual em novembro de 1974, deixando a Câmara dos Vereadores e assumindo sua cadeira na Assembleia Legislativa de Sergipe em fevereiro do ano seguinte, chegando a atuar como líder de bancada ainda em 1975. Em 1976, foi acusado, juntamente com outras 18 pessoas, de tentar reorganizar o PCB em Sergipe, acusação da qual seria absolvido em todas as instâncias.
Em 1977, assumiu o diretório estadual do MDB, conseguindo eleger-se deputado federal no ano seguinte após superar, na Justiça Eleitoral, uma tentativa de impugnação de sua candidatura por parte do procurador da República Evaldo Campos. Após tomar posse na Câmara dos Deputados, deixou a secretaria do MDB em seu estado e, com a extinção do bipartidarismo em novembro de 1979 e a consequente reformulação partidária, ingressou no Partido do Movimento Democrático Brasileiro (PMDB). Em 1980, foi vice-líder do PMDB na câmara e participou de uma comissão parlamentar de inquérito (CPI) sobre as causas e consequências das cheias do Rio São Francisco. Além disso, ao longo da legislatura, também integrou a Comissão do Interior, a Subcomissão do Índio e a CPI do Projeto Jari, e foi suplente das comissões de Educação e Cultura, e de Relações Exteriores.
Nas eleições de 1982, reelegeu-se deputado federal, deixando o PCB em 1984 que, à época, ainda era considerado um partido clandestino. Durante o segundo mandato, votou a favor da emenda Dante de Oliveira, que restabelecia eleições diretas para presidente da República na sessão do dia 25 de abril de 1984. Com a proposição derrotada, no colégio eleitoral reunido em 15 de janeiro de 1985, Barreto votou no candidato da oposição Tancredo Neves, derrotando o candidato governista Paulo Maluf.
Em 15 de novembro de 1985, com o restabelecimento de eleições diretas para as prefeituras das capitais estaduais, foi eleito prefeito de Aracaju à frente de uma coligação composta pelo PMDB, Partido da Frente Liberal (PFL), Partido Comunista Brasileiro (PCB) e pelo Partido Comunista do Brasil (PCdoB), os dois últimos na legalidade desde maio daquele ano. Angariando 71,8% dos votos válidos, foi o candidato com a maior votação proporcional em todas as capitais do país.
Em março de 1988, Jackson Barreto foi denunciado pelo procurador do Tribunal de Contas de Sergipe (TCE-SE), que pediu a intervenção do governo do estado na prefeitura de Aracaju devido à suposta existência de crimes de falsificação, fraude e estelionato, num lote de 61 processos sobre as contas da Secretaria Municipal de Serviços Urbanos, que em 1986 era dirigida por Eleonora Barreto, irmã do prefeito. Ameaçado de ser expulso de seu partido por haver indícios de que estava envolvido em atos de corrupção, Jackson acabou deixando o PMDB no mesmo mês em que a Assembleia Legislativa aprovou a intervenção do governo estadual em Aracaju. Afirmando que havia sido traído pelo então governador e ex-aliado Antônio Carlos Valadares, do Partido da Frente Liberal (PFL), Barreto assistiu à chegada do interventor Antônio Militão Filho, auditor-geral do estado de Sergipe e, um dia após a posse deste, renunciou à prefeitura. Em 25 de maio do mesmo ano, o Tribunal de Contas (TC) decidiu, por unanimidade, condenar Jackson Barreto a devolver ao município 1,4 milhão de cruzados, com juros e correção monetária, por conta de gastos ilegais e pagamento à firmas contratadas em licitações fraudulentas ocorridos em 1986. Ainda em 1988, Jackson Barreto reassumiu seu cargo de auxiliar administrativo na Delegacia do Ministério da Fazenda, em Sergipe, filiando-se ao Partido Socialista Brasileiro (PSB) logo em seguida e elegendo-se vereador pela segunda vez, assumindo como o candidato ao Legislativo mais votado de Aracaju.
Em 1991, Jackson Barreto mudou sua filiação para o Partido Democrático Trabalhista (PDT) e, em outubro de 1992, elegeu-se pela segunda vez prefeito da capital sergipana, obtendo 68% dos votos válidos no primeiro turno. Tomando posse ao cargo em janeiro de 1993, licenciou-se da prefeitura em março de 1994 para disputar o governo de Sergipe no pleito de 3 de outubro na coligação encabeçada pelo PDT e integrada pelo PSB, PCdoB, Partido dos Trabalhadores (PT), Partido Progressista (PP) e pelo Partido da Mobilização Nacional (PMN). Mesmo com a expressiva votação no primeiro turno, foi derrotado no segundo turno pelo senador Albano Franco, do Partido da Social Democracia Brasileira (PSDB).
Em abril de 1995, desligou-se do PDT e voltou para o PMDB, tornando-se presidente do diretório estadual e membro do diretório nacional do partido. Em 1998, candidatou-se a uma vaga no Senado mas não foi bem-sucedido. Dois anos depois, foi presidente do PMDB sergipano e membro do diretório nacional do partido em 2000. Já em 2001, filiou-se ao PMN e tornou-se presidente da agremiação em Sergipe, candidatando-se novamente à Câmara dos Deputados um ano depois. Alcançando quase 58 mil votos, tomou posse em seu segundo mandato em 1 de fevereiro de 2003, retornando ao Partido Trabalhista Brasileiro (PTB) logo em seguida. Durante o mandato, votou a favor das reformas previdenciária e tributária e tornou-se vice-líder do partido na câmara em 2004.
Em 2006, Jackson Barreto candidatou-se à reeleição na Câmara dos Deputados pela coligação Sergipe vai mudar, composta pelo PT, PMDB, PTB, PL, PSB e PC do B. Somando pouco mais de 100 mil votos, conseguiu ser eleito deputado federal mas tornou a mudar de partido cerca de um ano depois, voltando para o PMDB. Durante o mandato, participou da comissão mista de Planos, Orçamentos Públicos e Finanças; da Comissão de Desenvolvimento Urbano, da qual foi primeiro vice-presidente; e também integrou as comissões de Legislação Participativa; de Relações Exteriores e de Defesa Nacional; de Viação e Transportes; de Turismo e Desporto; e foi suplente na comissão de Segurança Pública e Combate ao Crime Organizado. Além disso, em 2009 Jackson Barreto recebeu destaque da imprensa nacional por conta da sua proposta de emenda à Constituição Federal (PEC) que previa a possibilidade de duas reeleições para membros do Executivo. Como consequência, o presidente Luiz Inácio Lula da Silva, por exemplo, poderia ser candidato a um terceiro mandato. O projeto foi, posteriormente, rejeitado na Comissão de Constituição e Justiça da Câmara dos Deputados.
Nas eleições realizadas em outubro de 2010, Jackson Barreto foi eleito vice-governador na chapa que reelegeu o governador Marcelo Déda (PT), seu adversário nas eleições municipais de 1985. Porém, em virtude do diagnóstico de câncer do então governador, assumiu interinamente o cargo por diversas vezes e, em dezembro de 2013, com o falecimento do titular, foi empossado governador de Sergipe, sendo reeleito ao cargo em 2014.
Por fim, em 6 de abril de 2018, Jackson Barreto renunciou ao governo do estado para concorrer ao Senado nas eleições de outubro do mesmo ano. Integrando a coligação Pra Sergipe Avançar composta pelo PSD, PT, MDB, PP, DC, PHS e pelo PCdoB, Barreto alcançou a soma de 204.677 votos, o equivalente a 11,20% dos votos válidos, mas não conseguiu se eleger.

## Controvérsias
Em 2010, Jackson Barreto foi absolvido da acusação de crime de responsabilidade, no que se refere ao período em que foi prefeito de Aracaju. A decisão foi tomada no julgamento da ação penal 372, relatada pelo ministro Dias Toffoli. Na ocasião, Jackson Barreto e Roberto Sales Cardoso, dono de uma construtora, haviam sido denunciados pelo Ministério Público Federal (MPF) pela suposta prática do crime de peculato, ao terem supostamente celebrado um contrato para pavimentação de uma rua com a empresa Meta – Construções Ltda, obras que não teriam sido executadas totalmente, mas pagas integralmente. O MPF pediu a improcedência da pretensão punitiva para absolver os réus por falta de provas e, em 16 de dezembro, o plenário do Supremo Tribunal Federal (STF) absolveu Jackson Barreto por unanimidade.